# Mir (título)
Mir (en persa: مير, que se deriva del título árabe emir, "general", "príncipe") es un título de gobernante poco común en los estados principescos y un título aristocrático generalmente usado para referirse a una persona que es descendiente de un comandante en la tradición musulmana medieval.
Fue adoptado en muchos idiomas bajo la influencia islámica, como en baluchi, sindi, turco otomano, turco, persa, bengalí, azerí, kurdo o pastún, con el significado de jefe o líder de un grupo o tribu.
Según el libro Inscripciones persas en monumentos indios, mir es probablemente una forma arabizada del persa antiguo y del sánscrito pir, que significa 'el viejo', 'el sabio', 'el jefe' o 'el gran líder'. Pir es un título de líder religioso para los alevíes y el yaresanismo significando líder espiritual viejo y sabio. Amir, que significa 'señor' o 'comandante en jefe', se deriva de la raíz árabe a-m-r, 'jefatura'.

## Título

### Príncipes gobernantes
En los estados principescos musulmanes de la India británica, pocos gobernantes fueron formalmente denominados mir, especialmente en el actual Pakistán, donde solo dos de los seis alcanzaron el nivel de "estado de saludo militar", obteniendo el derecho a un saludo de cañón y la forma de dirigirse a "Su Alteza" (His Highness) siguiente:
- Mir de Khayrpur (17 cañonazos), una parte de Rajputana de la actual provincia de Sindh de Pakistán, bajo una rama del clan Talpur.
- Mir de Hunza (15 cañonazos), el más antiguo entre los muchos estados pastún de la frontera noroeste.

Los que siguen son estados sin saludo:
- Mir del Estado de Mirpur, bajo una rama del clan Talpur anterior, en Sind.
- Mir de Jarán, y desde 1921, remodelado Sardar Bahador Nawab, hasta 1940 vasallo del jan y valí de Khalat (gobernante principal en el Baluchistán británico/paquistaní).
- Pequeños estados fronterizos del noroeste, pastunes.
  - Mir de Amb (Tanawal), capital Darband, y desde 1868, remodelado Nawwab. Desde 1921 ascendió a Nawab Bahador.
  - Mir de Nagar, en la parte norte de Gilgit-Baltistán.
  - Mir del estado de Jandala, un pequeño estado de la frontera norte de Rajput

Mir también se usó como rango honorífico. (Véase: Mirza)

## Títulos compuestos
En el subcontinente indio, desde la era mogol, se utilizaron varios títulos compuestos en persa, entre ellos:
- Estilos combinados principescos indios, en particular Sahibzada Mir
- Mīr-tuzak o tǒzak: Maestro de ceremonias, en el sentido de un oficial que mantiene el orden en una marcha o procesión.
- Mīr-dah o Mīr-daha: Comandante o superintendente de diez: decurión, un tithing.
- Mīr-sāmān: Mayordomo jefe.
- Mīr-shikār: Maestro de caza, cazador jefe, también gran halconero, y por tanto, cazador de pájaros y (metafóricamente) un chulo.
- Mīr-ě-ātash o Mīr-ātish: Jefe de los fuegos artificiales, también comandante de artillería, maestro de los cañones.
- Mīr-ě-majlis, abreviado Mīr-majlis: Maestro de ceremonias o presidente de un majlis (asamblea).
- Mīr-mahalla: Jefe de una mahal(la), es decir, barrio (de una ciudad).
- Mīr-ě-manzil, abreviado Mīr-manzil: Supervisor de los lugares de descanso, intendente general.
- Mīr-munshī: Secretario principal, jefe (nativo) de una oficina (colonial).

En el reino hinduista de Nepal:
- Mir Munshi, del árabe Amir-i-Munshi, 'gobernador de los secretarios', es el secretario en jefe del Ministerio de Relaciones Exteriores.
- Mir Umrao, del árabe Amir ul-Umara, 'gobernador de comandantes': oficial militar de alto rango por debajo de un sardar y encargado del mando de un fuerte y los territorios circundantes, el entrenamiento y equipamiento de los soldados y el suministro del material correspondiente.

En el reino baluchi de Baluchistán:
- Mir Chakar Rind, gobernante de Baluchistán en el siglo XV.

En el Imperio otomano, Mir-i Miran se usó como el equivalente persa del título turco beylerbey ('Bey of Beys'), junto con el equivalente árabe Amir al-Umara ('Emir de emires').
En la cultura yazidí, el mîr es la autoridad religiosa y también administrativa.